# Patrick Twumasi
Patrick Twumasi (Obuasi, 9 maggio 1994) è un calciatore ghanese, attaccante del Jeonbuk Hyundai.

## Carriera

### Club
Cresciuto nelle giovanili del Red Bull Ghana, viene prelevato nel 2012 dalla formazione lettone dello Spartaks Jūrmala, segnando sedici reti in una stagione e mezza.
Nel luglio del 2013 viene ceduto in prestito all'Astana, militante nella massima serie del campionato kazako. In undici gare di campionato, mette a segno sei reti.
Terminato il prestito all'Astana, viene girato in prestito all'Amkar Perm', trovando poco spazio e nessuna rete nelle sei partite disputate con la compagine russa. 
Terminata la stagione dell'Amkar, fa nuovamente ritorno allo Spartaks, che lo manda nuovamente in prestito all'Astana, dove contribuisce alla vittoria del campionato mettendo a segno dieci marcature in undici presenze. All'inizio della stagione 2015, viene acquistato a titolo definitivo dall'Astana.

### Nazionale
Dopo aver precedentemente giocato anche in Under-20, nel 2017 ha giocato 2 partite con la nazionale maggiore ghanese.

## Palmarès

### Club

#### Competizioni nazionali
- Qazаqstan Prem'er Ligasy: 4

Astana: 2014, 2015, 2016, 2017
- Supercoppa del Kazakistan: 2

Astana: 2015, 2018
- Coppa del Kazakistan: 1

Astana: 2016
- Coppa di Cipro: 1

Pafos: 2023-2024

### Individuale
- Capocannoniere della Coppa del Kazakistan: 1

2015 (6 gol)